# David Becker Tribune
Дэвид Бэккер Трибьюн — одна из групп современного джаза и поздних 1980-х годов. Allmusic отзывается о них как о группе, которая нашла золотую середину в области электрического джаза.
ДБТ предпочитает более мелодичное и приемлемое сочетание джаза, поп- и рок-музыки, но при всем этом имеет гораздо больше глубины, содержания и фантазии чем та «легкая как пушинка» музыка, которая доминировала в то время на радио. В течение этого периода они удачно выпустили несколько альбомов, которые были очень хорошо встречены критикой. Гастролируя по США, они продолжали создавать и играть музыку высокого уровня.
Лидер группы Дэвид Бэккер — известный гитарист и композитор, родился в Огайо в 1961 г., в семье голландки и американца. Бэккера назвали «одним из самых лучших гитаристов современного джаза всех времен», «поэтом джаз-гитары» в интернациональной прессе. ДБТ выступали вместе с такими великанами джаза как Майлс Дэвис, Yellowjackets, Spyro Gyra и Майкл Брекер. Первый лейбл звукозаписи Бэкера был MCA, который выпустил 2 альбома, причем один из них, «Сибирский экспресс», достиг вершин радио-чартов джаза и был продюсирован Кеном Кайллат. В 90-х годах группа перешла к Bluemoon Records и выпустила два следующих альбома в характерном для них стиле. В начале 1992 г. вместе со своим братом Брюсом (ударники) Бэккер перебрался в Европу, где они продолжали выступать и преподавать.
В 2000 году ДБТ напомнили о себе своей новой аудио DVD Germerica. Их следующий альбом Where’s Henning Вышел в 2004 году и пробился в джазовые радио-чарты. В 2005 году Дэвид рискнул выпустить сольный альбом Euroland. В тот же год он записал дуэтный альбом с джазовой легендой Джо Диорио под названием «The Color of Sound» [Acoustic Music Records]. В 2007 году ДБТ выпустили Leaving Argentina. Последовали гастроли по США, Южной Америке и Eвропе. В настоящее время[когда?] Бэкер работает над новым альбомом, который намечается выпуститься в 2010 году. Кроме того его можно услышать на новой CD Colbie Caillat Breakthrough.

## Дискография
1. 1986 Long Peter Madsen with MCA
2. 1988 Siberian Express with MCA
3. 1990 Third Time Around with Blue Moon Records
4. 1991 In Motion with Blue Moon Records
5. 1995 «Nevsky Prospekt» with Pinorrekk Records
6. 2001 Germerica with Silverline[1]
7. 2004 «Where’s Henning?» with Acoustic Music
8. 2005 «Euroland» with Cool Springs
9. 2005 «The Color of Sound» with Acoustic Music
10. 2008 Leaving Argentina Straw House Records